# Héra Barberini

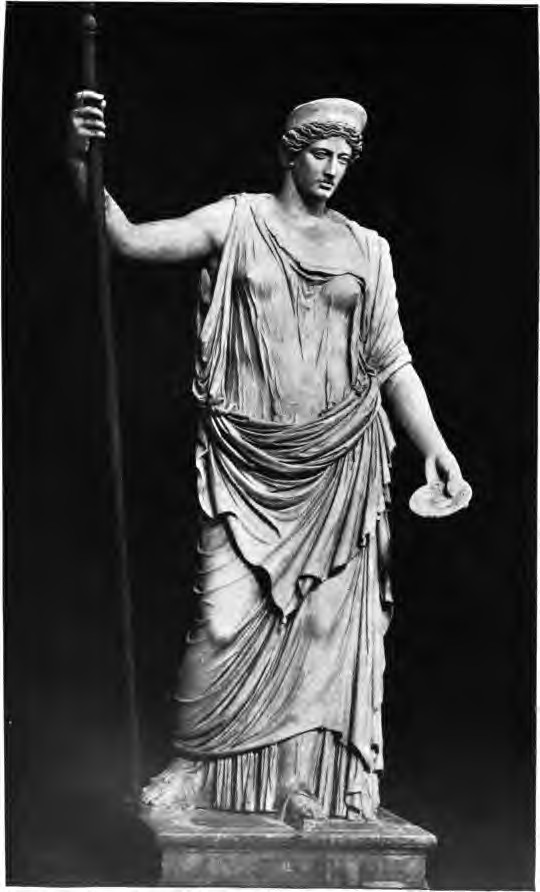
Héra Barberini (Musée Pio-Clementino, Musées du Vatican).

La Héra Barberini, ou Junon Barberini, est une sculpture romaine d'Héra ou Junon, copiée d'un original grec. Exhumée à Rome à la fin du 16e siècle, elle est conservée au Musée Pio-Clementino, au Vatican.

## Description
La statue représente la déesse debout, portant une couronne et un péplos. Son bras droit, restauré, repose sur un sceptre et portant une patère dans sa main gauche. Cette sculpture est une copie romaine d'un original grec, pour lequel le sculpteur Alcamène a été suggéré. Elle se trouve au Musée Pio-Clementino au sein des Musées du Vatican. Elle est également parfois identifiée comme une Cérès. Le bras droit et le nez sont des restaurations.

## Découverte
Elle a été exhumée à Rome par l'antiquaire Leonardo Agostini à la fin du XVIIe siècle sur la colline du Viminal, sous le couvent associé à l'église San Lorenzo in Panisperna, site des anciens Thermes de Olimpiades. Son nom lui a été donné par identification à son premier propriétaire, le Cardinal Francesco Barberini,.